# Afrithelphusa
Afrithelphusa is een geslacht van zeldzame zoetwaterkrabben uit de familie Potamonautidae. De wetenschappelijke naam van het geslacht werd in 1969 gepubliceerd door Richard Bott.

## Verspreiding en leefgebied
Er zijn vier soorten bekend, die voorkomen in West-Afrika en meer bepaald in de moerassen en het regenwoud van Opper-Guinee (Sierra Leone en Guinee). De IUCN heeft ze vroeger op de Rode Lijst aangeduid als ernstig bedreigd (status CR). In de lijst van 2008 is de status echter gewijzigd:
- Afrithelphusa afzelii - status onzeker (DD). Enkel bekend van twee specimens in 1790-1800 verzameld op een onbekende locatie in Sierra Leone.
- Afrithelphusa gerhildae - status onzeker (DD). Enkel bekend van drie specimens verzameld in 1957 in Guinee.
- Afrithelphusa leonensis - status onzeker (DD). Enkel bekend van drie specimens verzameld in 1955 in Sierra Leone.
- Afrithelphusa monodosa - status bedreigd (EN), nadat een tweede populatie was ontdekt in Guinee. Van deze soort zijn een twintigtal specimens bekend.